# Liczba fikcyjna

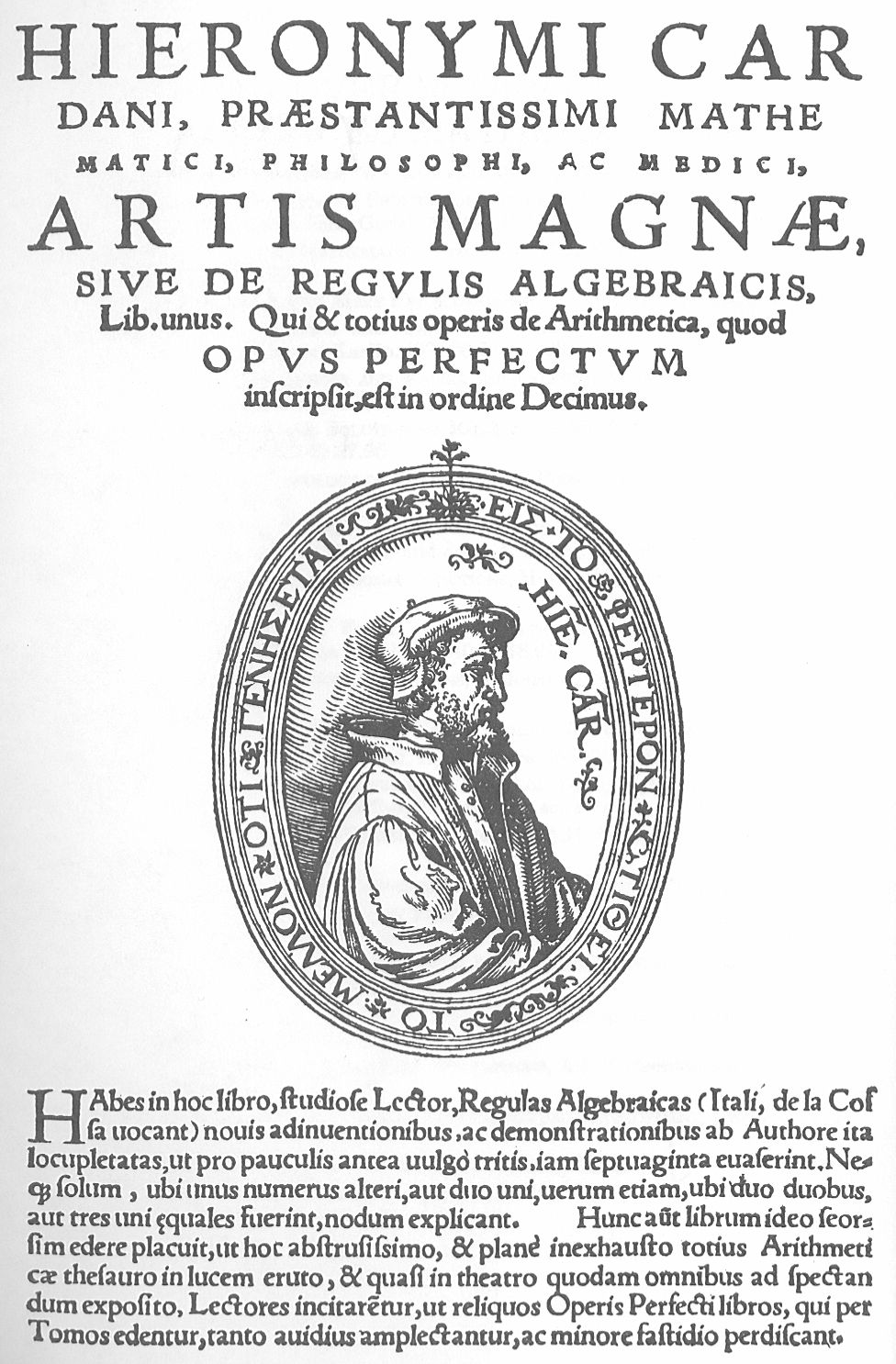
Strona tytułowa dzieła Artis Magnæ, w którym stworzone zostało pojęcie liczby fikcyjnej, stanowiące początki pojęcia liczb zespolonych

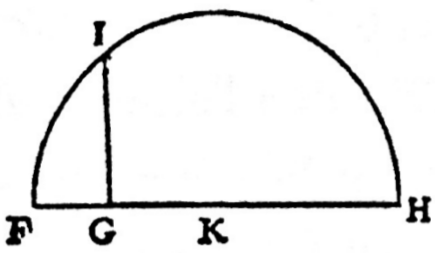
Konstrukcja pierwiastka z Geometrii Kartezjusza

Liczba fikcyjna (ficta) – archaiczne pojęcie matematyczne powstałe we wczesnych początkach odkrywania liczb zespolonych. Pojęcie to wprowadził włoski matematyk Girolamo Cardano w dziele Artis Magnæ, Sive de Regulis Algebraicis Liber Unus opublikowanym w 1545 roku.

## Geneza pojęcia
Dawna matematyka nie pozwalała na odrywanie działań matematycznych od ich interpretacji geometrycznej, tzw. arytmetyki odcinków oraz jeszcze szerszych arytmetyk, obejmujących także bardziej skomplikowane figury geometryczne, takie jak np. krzywe. Przykładowo:
- własności dodawania, odejmowania, mnożenia, dzielenia i potęgowania uzasadniano poprzez dokonywanie odpowiednich konstrukcji geometrycznych[3];
- miejsca zerowe wielomianów również wyznaczano poprzez odpowiednie konstrukcje geometryczne, np. w równaniu postaci {\displaystyle x-2=0} niewiadoma {\displaystyle x} była interpretowana jako odcinek o długości {\displaystyle 2}[4];
- pierwiastek {\displaystyle {\sqrt {a}}} był interpretowany jako długość boku kwadratu o polu {\displaystyle a}[5].

Geometria stanowiła duże obciążenie dla rozwoju algebry. Matematycy XVI i XVII-wieczni, przechodząc z interpretacji geometrycznej na interpretację na liczbach i literach, natrafiali na pewne trudności i niewyjaśnione paradoksy, przez co musieli jeszcze mocniej odchodzić od interpretacji geometrycznej i tworzyć nowe wyjaśnienia dla uzyskiwanych przez nich wyników. I tak np. Kartezjusz rozwiązanie równania {\displaystyle x+5=0} nazywał fałszywym pierwiastkiem (bowiem nie istnieje odcinek o długości {\displaystyle -5}).
Na bardziej skomplikowany problem natknął się Cardano. Rozwiązując równanie {\displaystyle x^{2}+40=10x,} Cardano doszedł do wyrażenia {\displaystyle {\sqrt {-15}}} i uznał, że istnienie takiej liczby oznaczałoby istnienie figury o ujemnym polu. Przekraczało to wyobraźnię Cardano. Liczby tego typu nazwał fikcyjnymi.

## Rewizja
Kartezjusz znał traktat Cardano, a nawet odwoływał się do niego w Geometrii (1637). Kartezjusz lepiej zrozumiał naturę tych dziwnych wyrażeń i zamiast liczb fikcyjnych nadał im nazwę liczby urojone, która przyjęła się do dziś. Opisał to następująco:

(...) zarówno prawdziwe, jak i fałszywe pierwiastki nie są zawsze rzeczywiste, a czasem tylko urojone, co oznacza, że w każdym równaniu można zawsze wyobrazić sobie ich tyle, ile wymieniłem. Zdarza się jednak, że nie ma żadnej wielkości odpowiadającej tym urojonym, w ten sposób znowu możemy sobie wyobrazić trzy w tym,
{\displaystyle x^{3}-6xx+13x-10=0,}
ale tylko jeden jest rzeczywisty, {\displaystyle 2,} zaś dwa pozostałe, powiększane, pomniejszane lub mnożone w przedstawiony przeze mnie sposób, pozostaną urojone.

Nie ma jednak dowodów na to, że Kartezjusz pojął liczby urojone tak, jak matematycy rozumieją je współcześnie. Prawdopodobnie wiedział o liczbach zespolonych tylko tyle, że istnieją pierwiastki równań kwadratowych, jak te wskazane przez niego. Współcześnie wiadomo, że w ciele liczb zespolonych nie istnieje porządek liniowy zgodny z działaniami, dlatego nie porównuje się liczb zespolonych jako większych/mniejszych – z kolei Kartezjusz pisze o powiększaniu i pomniejszaniu liczby zespolonej.